# Wilhem Heinrich Kramer
Wilhem Heinrich Kramer foi um médico e naturalista alemão. Nasceu provavelmente em Dresden, Alemanha, e faleceu em 1765.

## Biografia
Estudou em Viena e, posteriormente, tornou-se prático em medicina em Bruck, perto da capital, durante pelo menos  quatorze anos.
Publicou em 1756 uma obra intitulada Elenchus Vegetabilium et Animalium per Austriam inferiorem Observatorum, onde dissertou sobre a flora e a fauna austríaca, sendo um dos primeiros trabalhos a adotar a nomenclatura binominal de  Carl von Linné (1707-1778). Neste livro, Kramer criou a palavra pratincole para  as aves Graleolas que foi posteriormente adaptada para o inglês nos trabalhos de Thomas Pennant (1726-1798) 1773. 
Foi provavelmente dedicado a ele por  Giovanni Antonio Scopoli (1723-1788) o nome científico do  "periquito-de-kramer", conhecido também por "periquito-de-colar" ou  "periquito-rabo-de-junco",  Psittacus krameri ( atualmente Psittacula krameri), em 1769.

## Fonte
- Pierre Cabard et Bernard Chauvet (2003). L’Étymologie des noms d’oiseaux, Belin (Paris), coleção Éveil nature : 590 p. ISBN 2-7011-3783-7